# Wibautstraat (metropolitana di Amsterdam)

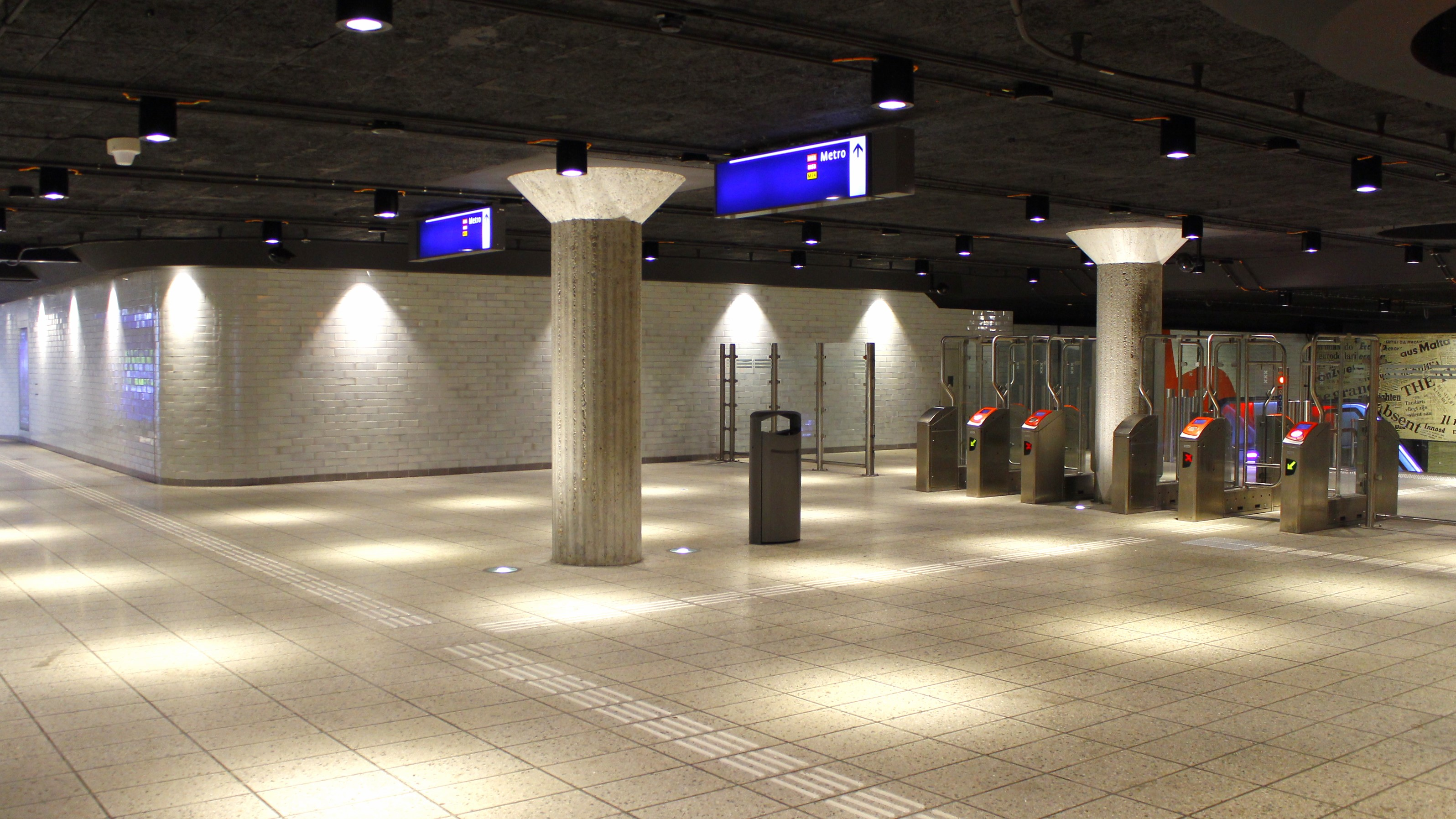

La stazione di Wibautstraat è una stazione della metropolitana di Amsterdam, servita dalle linee 51, 53 e 54 che condividono gli stessi binari.

## Storia
La stazione entrò in servizio il 16 ottobre 1977, come parte della prima tratta della metropolitana di Amsterdam (da Weesperplein a Gaasperplas).

## Caratteristiche
Si tratta di una stazione sotterranea con due binari serviti da una banchina ad isola.